# Hochstatt

Hochstatt este o comună în departamentul Haut-Rhin din estul Franței. În 2009 avea o populație de 2.152 de locuitori.

## Evoluția populației
| An        | 1975  | 1982  | 1990  | 1999  | 2006  | 2009  |
| --------- | ----- | ----- | ----- | ----- | ----- | ----- |
| Populație | 1.576 | 1.913 | 1.831 | 1.876 | 2.053 | 2.152 |